# Eamonn Toal
Eamonn Toal (geboren te Castleblayney) is een Iers zanger.

## Biografie
Toal startte zijn muzikale carrière in 1992, maar brak pas echt door in 2000, door de Ierse preselectie voor het Eurovisiesongfestival te winnen. Met Millennium of love mocht hij aldus deelnemen aan het Eurovisiesongfestival 2000 in de Zweedse hoofdstad Stockholm. Daar eindigde hij op de zesde plaats.